# Miroși
Miroși là một xã thuộc hạt Argeș, România. Dân số thời điểm năm 2002 là 2825 người.